# 13 posterunek
13 posterunek – polski serial komediowy (sitcom) w reżyserii Macieja Ślesickiego emitowany od 24 grudnia 1997 do 1 grudnia 1998 przez Canal+.
W latach 1999–2000 powstawała druga odsłona serialu, nazwana 13 posterunek 2. Pierwsza odsłona została wyprodukowana przez Canal+ przy współpracy z Telewizją Polsat, drugą zaś Canal+ wyprodukował we własnym zakresie. Premiery kolejnych odcinków nadawano na antenie Canal+, a następnie na otwartych kanałach: pierwszą odsłonę nadawał Polsat, drugą TVN.
W 1999 serial był nominowany do Telekamer w kategorii serial, zajmując drugie miejsce.
Budynek w czołówce to nieznacznie przerobiony fragment Muzeum Pożarnictwa w Warszawie. Wnętrza nie zostały wykorzystane przez filmowców.

## Fabuła
Akcja serialu toczy się na posterunku nr 13, umiejscowionym na peryferiach Warszawy.
Na komisariacie pracują: starszy sierżant Zofia Zoficka, starszy aspirant Stępień oraz starsi posterunkowi Kasia, „Arnie” i „Luksus”, których szefem jest komendant Władysław Słoik. Pewnego dnia zostaje do nich przysłany posterunkowy Cezary Cezary, którego pozostali policjanci omyłkowo biorą za nowego komendanta. Kasia zakochuje się w Cezarym, jednak bez wzajemności, ponieważ ten zakochany jest w prostytutce Joli. Pracy policjantów przyglądają się inspektor Pieżchała i nadinspektor Kot, agenci z Wydziału Kontroli Wewnętrznej. Z czasem starszy sierżant Zofia zostaje przeniesiona do wydziału kontroli, a jej miejsce zajmuje „druga Zofia”.

## Obsada

### Role główne
- Cezary Cezary (Cezary Pazura) – posterunkowy, który dołącza do załogi posterunku nr 13. Często przypadkowo popada w coraz większe kłopoty, zwłaszcza wtedy, gdy próbuje im zapobiec. Po śmierci rodziców sprawuje prawną opiekę nad swoją młodszą siostrą, Agnieszką. Był narzeczonym prostytutki Joli, później związał się z policjantką Kasią, o którą bywa zazdrosny[5][6]. Gdy przeżywa kryzys w związku z Kasią, romansuje z posterunkową Andżeliką[7][8], która wcześniej brała udział w wyborach Miss Policji[9]. Ostatecznie godzi się z Kasią[8] i bierze z nią ślub.
- Katarzyna „Kasia” (Aleksandra Woźniak) – starszy posterunkowy. Zakochana w Czarku od pierwszego wejrzenia[2], jednak bez wzajemności, dlatego stara się zdobyć jego miłość na różne sposoby[10][11]. Gdy zostają parą, często wzbudza zazdrość w ukochanym. Z czasem obejmuje stanowisko komendanta posterunku pod Radomiem, jednak ostatecznie wraca do Warszawy[12]. Gdy przeżywa kryzys w związku z Cezarym, spotyka się z Markiem Bączkiem[13]. Ostatecznie wraca do Cezarego i ostatecznie wychodzi za niego, będąc z nim w zaawansowanej ciąży.
- Władysław „Władek” Słoik (Marek Perepeczko) – nadkomisarz i komendant posterunku nr 13. Czuje silną niechęć do posterunkowego Cezarego. Fanatyk swojego psa, Pershinga[14]. Wielbiciel cygar[14]. Wdowiec i komunista. Romansował z sierżantkami Zofiami oraz z Andżelą.
- Arnold „Arnie” (Piotr Zelt) – starszy posterunkowy, którego idolem jest Arnold Schwarzenegger[14]. Uwielbia rozwiązania siłowe, horrory i filmy akcji oraz broń. Wykazuje się wielką siłą i niskim poziomiem inteligencji. Pochodzi z Poznania[15]. Podkochuje się w Kasi, spotykał się z Judytą[16].
- Luksus (Paweł Burczyk) – starszy posterunkowy. Erotoman. Bardzo dobrze dogaduje się z Czarkiem.
- Stępień (Marek Walczewski) – starszy aspirant[a], zastępca komendanta. Wcześniej pracował w komórce kryminalnej. Ma problemy z drugą żoną (Ewa Taraszkiewicz-Dejmek), z którą ciągle się rozwodzi[2]. Jest alkoholikiem. Ma znaczną wadę wzroku (-40 dioptrii), ponadto jest daltonistą[17]. Z czasem przechodzi operację wzroku w Stanach Zjednoczonych[12]. Po przejściu na emeryturę często wpada na posterunek w odwiedziny.
- Zofia (Joanna Sienkiewicz) – starszy sierżant, która trafiła na posterunek, by zająć miejsce poprzedniej sierżant, Zofii Zofickiej. Darzy nieodwzajemnionym uczuciem komendanta, który traktuje ją jako swoją kochankę.

### Role drugoplanowe
- Agnieszka Cezary (Agnieszka Włodarczyk) – młodsza siostra Czarka[2]. Przyprowadza na posterunek swoich kolejnych chłopaków[18]. Często pojawia się na komendzie, by uzyskać od brata usprawiedliwienia do szkoły[17].
- Jola (Dorota Chotecka) – prostytutka. Była narzeczona Czarka, którego odwiedza na posterunku[19]. Początkowo wzbudza zazdrość w Kasi, jednak z czasem zaprzyjaźnia się z nią. Po rozstaniu z Czarkiem wiąże się z Rysiem[8].
- Pieżchała i Jan Kot (Barbara Burska i Andrzej Niemirski) – inspektorzy z wydziału kontroli wewnętrznej. Starają się o wyrzucenie Czarka z pracy na różne sposoby. Darzą się wzajemnym uczuciem, jednak nie okazują go publicznie. Z czasem się zaręczają.
- Jan „Janek” (Zbigniew Buczkowski) – lokalny bezdomny, któremu policjanci pozwalają nocować w celi[3]. Ma dom w Konstancinie, z którego uciekł, bo biła go żona (Dorota Piasecka).
- Zofia Zoficka (Ewa Szykulska) – starszy sierżant[20]. Została przeniesiona do wydziału kontroli wewnętrznej, a co jakiś czas powraca na inspekcję na posterunek[21].
- ksiądz proboszcz (Sławomir Orzechowski) – duchowny, który często przychodzi na posterunek wnosić skargę na prostytutki stojące zbyt blisko kościoła[22].
- dowódca antyterrorystów (Maciej Kozłowski) – nadkomisarz, który (podobnie jak Arnie) lubi rozwiązania siłowe. Nie ma w zwyczaju negocjowania z terrorystami. Posługuje się gwarą śląską.
- Rosolak (Aleksander Gawroński) – drobny złodziej. Co jakiś czas jest aresztowany przez policjantów.
- Mirella Ciapara (Joanna Kurowska) – natrętna i szukająca sensacji reporterka telewizyjna.
- komendant stołeczny (Janusz Bukowski) – komendant stołeczny, będący na jakiś czas na inspekcję na posterunek. Pierwszy raz był obecny w odcinku 24., gdzie będąc razem z Pieżchałą, Janem Kotem, lekarzem ze szpitala psychiatrycznego (Krzysztof Kumor), bogaczem (Leszek Teleszyński) i kilkoma policjantami, gdyż zobaczył Czarka przebranego za niemowlaka. W kolejnych odcinkach był nie tylko z Pieżchałą i Janem Kotem, ale też z Zofią Zoficką.

### Role gościnne
W serialu epizodycznie pojawiło się wielu znanych aktorów kina i telewizji, w tym m.in. Witold Pyrkosz, Teresa Lipowska, Bohdan Smoleń, Olaf Lubaszenko, Bogusław Linda, Bartosz Obuchowicz, Jarosław Boberek, Katarzyna Żak, Małgorzata Foremniak, Małgorzata Pieczyńska, Anna Samusionek, Radosław Pazura, Artur Żmijewski, Stanisława Celińska, Beata Tyszkiewicz, Krzysztof Kiersznowski, Lech Łotocki, Jerzy Łapiński, Robert Czebotar, Jan Krzysztof Szczygieł, Cezary Żak, Zbigniew Zamachowski, Andrzej Bryg, Marek Barbasiewicz, Sylwester Maciejewski, Dariusz Dobkowski, Leszek Teleszyński, Dariusz Kurzelewski, Piotr Fronczewski, Jacek Lenartowicz i Tomasz Sapryk.

## Emisja
| Liczba odcinków                              | Liczba odcinków             | Początek emisji             | Koniec emisji               | Pora emisji                 |
| Emisja premierowa (Canal +)                  | Emisja premierowa (Canal +) | Emisja premierowa (Canal +) | Emisja premierowa (Canal +) | Emisja premierowa (Canal +) |
| -------------------------------------------- | --------------------------- | --------------------------- | --------------------------- | --------------------------- |
| 41                                           | 27                          | 24 grudnia 1997             | 24 czerwca 1998             | środa 20.00                 |
| 41                                           | 14                          | 2 września 1998             | 1 grudnia 1998              | środa 20.00                 |
| Pierwsza emisja na otwartej antenie (Polsat) |                             |                             |                             |                             |
| 41                                           | 21                          | 1 września 1998             | 26 stycznia 1999            | wtorek 20.00                |
| 41                                           | 20                          | 3 września 1999             | 21 stycznia 2000            | piątek 20.00                |

W roku 2007 serial został wydany przez firmę Mayfly na pakiecie pięciu płyt DVD.

## Spis odcinków
| Nr            | Tytuł odcinka            | Data pierwszej emisji | Data pierwszej emisji |
| Nr            | Tytuł odcinka            | Canal+                | Polsat                |
| 13 posterunek | 13 posterunek            | 13 posterunek         | 13 posterunek         |
| ------------- | ------------------------ | --------------------- | --------------------- |
| 1             | Nowy komendant           | 24 grudnia 1997       | 1 września 1998       |
| 2             | Trupy w szafie           | 31 grudnia 1997       | 8 września 1998       |
| 3             | Prostytutki i CKM        | 7 stycznia 1998       | 15 września 1998      |
| 4             | Zakazane tematy          | 14 stycznia 1998      | 22 września 1998      |
| 5             | Zaginiony Homer          | 21 stycznia 1998      | 29 września 1998      |
| 6             | Geniusz i wicemistrz     | 28 stycznia 1998      | 6 października 1998   |
| 7             | Komisja Lekarska         | 4 lutego 1998         | 13 października 1998  |
| 8             | Dwie Zofie               | 11 lutego 1998        | 20 października 1998  |
| 9             | Burza i upał             | 18 lutego 1998        | 27 października 1998  |
| 10            | Imieniny komendanta      | 25 lutego 1998        | 3 listopada 1998      |
| 11            | Brzytwiarz               | 4 marca 1998          | 10 listopada 1998     |
| 12            | Prawdziwi gliniarze      | 11 marca 1998         | 17 listopada 1998     |
| 13            | Bomba                    | 18 marca 1998         | 24 listopada 1998     |
| 14            | Obcokrajowcy             | 25 marca 1998         | 1 grudnia 1998        |
| 15            | Kalambury filmowe        | 1 kwietnia 1998       | 8 grudnia 1998        |
| 16            | Superklej                | 8 kwietnia 1998       | 29 grudnia 1998       |
| 17            | Konkurs                  | 15 kwietnia 1998      | 12 stycznia 1999      |
| 18            | Pchły i rosyjska mafia   | 22 kwietnia 1998      | 19 stycznia 1999      |
| 19            | Trudne dni               | 29 kwietnia 1998      | 26 stycznia 1999      |
| 20            | Wigilia – część I        | 6 maja 1998           | 15 grudnia 1998       |
| 21            | Wigilia – część II       | 13 maja 1998          | 22 grudnia 1998       |
| 22            | Sam na placu boju        | 20 maja 1998          | 3 września 1999       |
| 23            | Bal sylwestrowy          | 27 maja 1998          | 10 września 1999      |
| 24            | Sztuka kamuflażu         | 3 czerwca 1998        | 17 września 1999      |
| 25            | Księgowy mafii           | 10 czerwca 1998       | 24 września 1999      |
| 26            | Powtórka z westernu      | 17 czerwca 1998       | 1 października 1999   |
| 27            | Na haju                  | 24 czerwca 1998       | 8 października 1999   |
| 28            | Zemsta                   | 2 września 1998       | 15 października 1999  |
| 29            | Eliksir miłości          | 9 września 1998       | 22 października 1999  |
| 30            | Wszystkie kobiety Czarka | 16 września 1998      | 29 października 1999  |
| 31            | Pojedynek                | 23 września 1998      | 5 listopada 1999      |
| 32            | Zmory z przeszłości      | 30 września 1998      | 12 listopada 1999     |
| 33            | Samice                   | 7 października 1998   | 19 listopada 1999     |
| 34            | Film                     | 14 października 1998  | 26 listopada 1999     |
| 35            | Mistrzowie bilarda       | 21 października 1998  | 3 grudnia 1999        |
| 36            | Miss Policji – część I   | 28 października 1998  | 10 grudnia 1999       |
| 37            | Miss Policji – część II  | 4 listopada 1998      | 17 grudnia 1999       |
| 38            | Koks                     | 11 listopada 1998     | 31 grudnia 1999       |
| 39            | Cudotwórcy               | 18 listopada 1998     | 7 stycznia 2000       |
| 40            | Szczęśliwy dzień         | 25 listopada 1998     | 14 stycznia 2000      |
| 41            | Tylko dla dorosłych      | 1 grudnia 1998        | 21 stycznia 2000      |

## Nagrody i nominacje
| Rok  | Nagroda         | Kategoria | Odbiorca        | Wynik      |
| ---- | --------------- | --------- | --------------- | ---------- |
| 1999 | Telekamery 1999 | Serial    | serial          | II miejsce |
| 1999 | Telekamery 1999 | Aktorka   | Joanna Kurowska | IV miejsce |
| 1999 | Telekamery 1999 | Aktor     | Cezary Pazura   | I miejsce  |
| 2000 | Telekamery 2000 | Aktor     | Cezary Pazura   | II miejsce |